# یاک لیپسو
یاک لیپسو (استونیایی: Jaak Lipso؛ ۱۸ آوریل ۱۹۴۰ - ۳ مارس ۲۰۲۳) بازیکن بسکتبال استونیایی‌تبار اهل اتحاد جماهیر شوروی سوسیالیستی بود.
وی در مسابقات کشوری و بین‌المللی در مجموع برندهٔ ۴ مدال طلا، ۱ مدال نقره، ۲ مدال برنز شده‌است.